# アイヌ民族旗
アイヌ民族旗（アイヌみんぞくき）は、アイヌ民族にルーツを持つ砂澤ビッキによってデザインされたアイヌの民族旗である。
砂沢ビッキはアイヌ民族に対しての政府・行政からの支援を求める政治活動からは距離を置いていた。しかし、友人からの度重なる要望があり、とうとう1973年に当旗をデザインした。彼の政治的態度はさておき、あるアイヌ団体が同年に札幌市で行われたメーデー祝賀行進の際、この旗を掲げた。 現在でも（稀ではあるものの）、アイヌの行事などでこの旗が使用されている場合がみられることがある。
2020年、砂澤ビッキの息子である砂澤陣が彼が当旗の著作権を保有している旨を主張し、当旗の使用中止を要請した。

## 概要
アイヌ民族旗は、北海道の空と海を表すセルリアンブルーの地、雪を表す白い図像、そして空の下を飛ぶ赤い矢で構成されている。 矢印の赤色は、アイヌの伝統的な狩猟で毒矢の毒として用いられ、シサム（和人）によって禁止されていたスルク（トリカブトの毒）を表している。
ビッキ紋様とよく呼ばれる白い図像は、アイヌが伝統的に用いてきたモチーフというわけではなく、ビッキの個人的な発明である。